# Полак, Генри
Генри Полак (22 февраля 1868, Амстердам — 18 февраля 1943, Ларен) — нидерландский политик-социалист, профсоюзный деятель, научный писатель. Более всего известен как президент нидерландского профсоюза работников алмазной промышленности (1894—1940) и как основатель в 1894 году Нидерландской социал-демократической рабочей партии.

## Биография
Генри Полак родился в еврейской семье, его отец был резчиком алмазов и ювелиром. До 13-летнего возраста учился в еврейской школе, затем оставил её и стал учеником своего отца. В 1886 году, поругавшись со своим отцом из-за свиданий с неугодной тому девушкой, Полак уехал в Лондон, где работал резчиком алмазов и где увлёкся идеями марксизма. Летом 1888 года женился, в 1890 году вернулся в Нидерланды и начал участвовать в рабочем движении, сразу же вступив в Социал-демократический союз и проявив там большую активность. Был также активен в профсоюзе работников алмазной промышленности, с 1891 года писал политические статьи и с 1893 года входил в состав редакции журнала «De Nieuwe Tijd».
В 1894 году основал социал-демократическую рабочую партию Нидерландов, в своих брошюрах и речах высказывался за введение 8-часового рабочего дня и повышение заработной платы рабочим. В 1905—1908 годах был президентом нидерландской Конфедерации профсоюзов, в создании которой также принимал активное участие. Также возглавил Всемирный альянс работников алмазной промышленности. Как член созданной им партии был советником в муниципалитете Амстердама, а затем Ларена, несколько месяцев был депутатом в Палате представителей, а затем на протяжении заседал в Сенате. В июне 1932 года получил степень почётного доктора от Амстердамского университета.
В 1940 году, когда войска нацистской Германии оккупировали Нидерланды, попытался бежать в Великобританию, но не успел и через шесть недель после оккупации из-за своего еврейского происхождения и социалистических взглядов оказался в амстердамской тюрьме, вскоре по состоянию здоровья был переведён в Вассенаар. В июле 1942 года был освобождён из тюрьмы для последующей депортации в лагерь смерти, но скончался от пневмонии в больнице Ларена ещё до депортации. Его жена, также бывшая еврейкой, погибла в концлагере Вестерброк.
Кроме множества агитационных брошюр и статей в редактировавшемся им «Weekblad», a также корреспонденций в «Clarion», «Neue Zeit», «Mouvement Socialiste», издал «Theorie en Praktijk van het Britsche Vereenigingsleven» (1902).